# 刘明德
拿督太平绅士刘明德（英语以及马来语：Dato, Justice of the Peace Low Bin Tick, GCStJ, AMN, OBE，1941年3月5日—），前任马来西亚圣约翰救护机构全国总指挥官以及前任马来西亚圣约翰救护机构管理理事会主席。他也是一名皮肤科专家和生殖泌尿科医生。

## 马来西亚圣约翰救护机构
刘明德于1968年加入马来西亚圣约翰救护机构，于1993年成为全国总指挥官。在他的领导下，该组织启动和提供24小时紧急救护车服务、EMAS服务以及在全国各地设有血液库服务、急救学院、医务人员文凭课程等。

## 个人生平
2010年，刘明德被封为太平绅士。
刘明德除了是马来西亚圣约翰救护机构的管理高层以外，他也是马来西亚英国毕业生协会和的主席、马来西亚艾滋病理事会的副主席、马来西亚艾滋病基金会的理事以及马来西亚医学研究院的会员。他也非常关注国内外的非法移民、吸毒、少年问题。

## 奖项和荣誉
- 2014年： 一等国际圣约翰执事大十字勋衔（GCStJ）
- 2010年：太平绅士
- 1999年：雪兰莪州授勋及嘉奖制度（拿督头衔）
- 1998年：彭亨州授勋及嘉奖制度（拿督头衔）
- 1998年： 大英帝国官佐勋章（OBE）
- 1996年： 二等第一阶国际圣约翰正义爵士勋衔（KStJ）
- 1990年： 三等国际圣约翰司令勋衔（CStJ）
- 1981年： 马来西亚护国勋章（英语：Order of the Defender of the Realm）（AMN）
- 1979年： 四等国际圣约翰官佐勋衔（OStJ）